# りゅう座デルタ星
りゅう座δ星（りゅうざデルタせい）は、りゅう座の恒星で3等星。

## 概要
G型スペクトルの巨星。既に中心核ではヘリウム核融合により炭素と酸素が作られており、将来は白色矮星となると予測されている。地球から約82秒離れて見える恒星と二重星となっているが、この2つの恒星が連星系を成しているかは定かではない。仮に連星であるとしたら、A星とB星は少なくとも2,500auは離れており、公転周期は75,000年以上になると見積もられている。

## 名称
固有名はアルタイス (Altais)。この呼び名について、「元々はアラビアの星座の名前として使われていた、アラビア語で「牡山羊」を意味する al-tais に由来する」という説が巷間広まっているが、この名前が使われた星座は実在せず、誤りである。正しくは、他のりゅう座の星と同じくアラビア語で「蛇」を意味する al-tinnīn に由来している。2016年8月21日に国際天文学連合の恒星の命名に関するワーキンググループ (Working Group on Star Names, WGSN) は、Altais をりゅう座δ星の固有名として正式に承認した。